# The King Blues
The King Blues er et London-band, der blander ska, reggae, folk og punk. Gruppen startede som et to-mandsband, men i dag er besætningen udvidet til seks medlemmer under ledelse af forsangeren og ukulele-spilleren Itch.
The King Blues debuterede i 2006 med albummet Under The Fog, hvorfra singlen "Mr Music Man" blev kåret til "Best Punk Song of 2006" af BBC Radio 1.
Albummet Save The World, Get The Girl kom på gaden i England den 24. oktober 2008.

## Diskografi
| År   | Album                        | Pladeselskab            |
| ---- | ---------------------------- | ----------------------- |
| 2006 | Under the Fog                | Household Name Records  |
| 2008 | Under the Fog (Reissue)      | Field Recordings/Island |
| 2008 | Save the World. Get the Girl | Field Recordings/Island |
| 2010 | Punk and Poetry              | Transmission Recordings |
| 2012 | Long Live the Struggle       | Transmission Recordings |
| 2016 | Off With Their Heads         | Speech Development      |
| 2017 | The Gospel Truth             | Cooking Vinyl           |
| 2019 | 38 Minutes                   | Meatball Records        |